# Touroulia amazonica
Touroulia amazonica là một loài thực vật có hoa trong họ Ochnaceae. Loài này được Pires & A.S. Foster miêu tả khoa học đầu tiên năm 1950.